# Eriachne
Eriachne är ett släkte av gräs. Eriachne ingår i familjen gräs.

## Bildgalleri

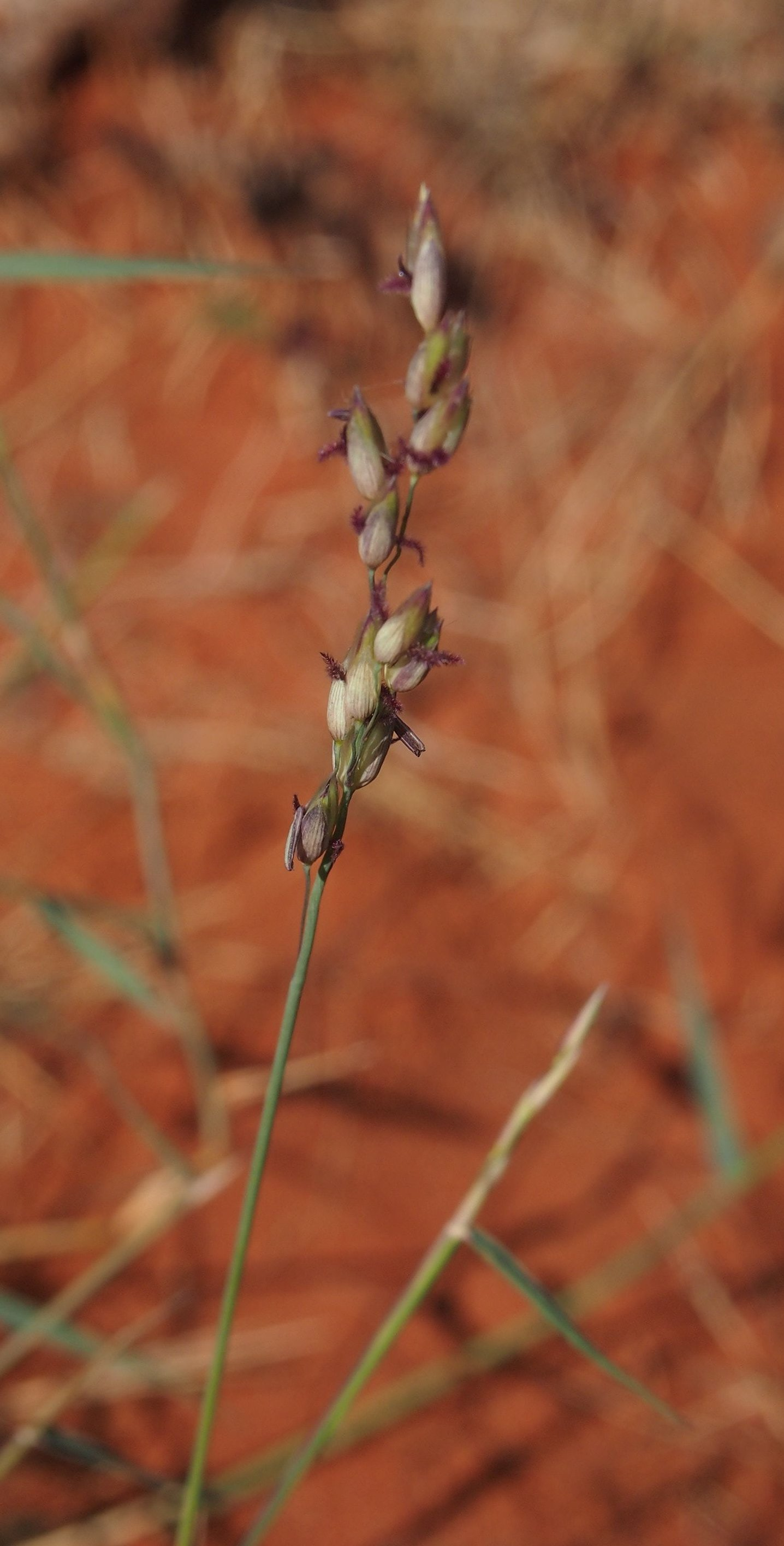
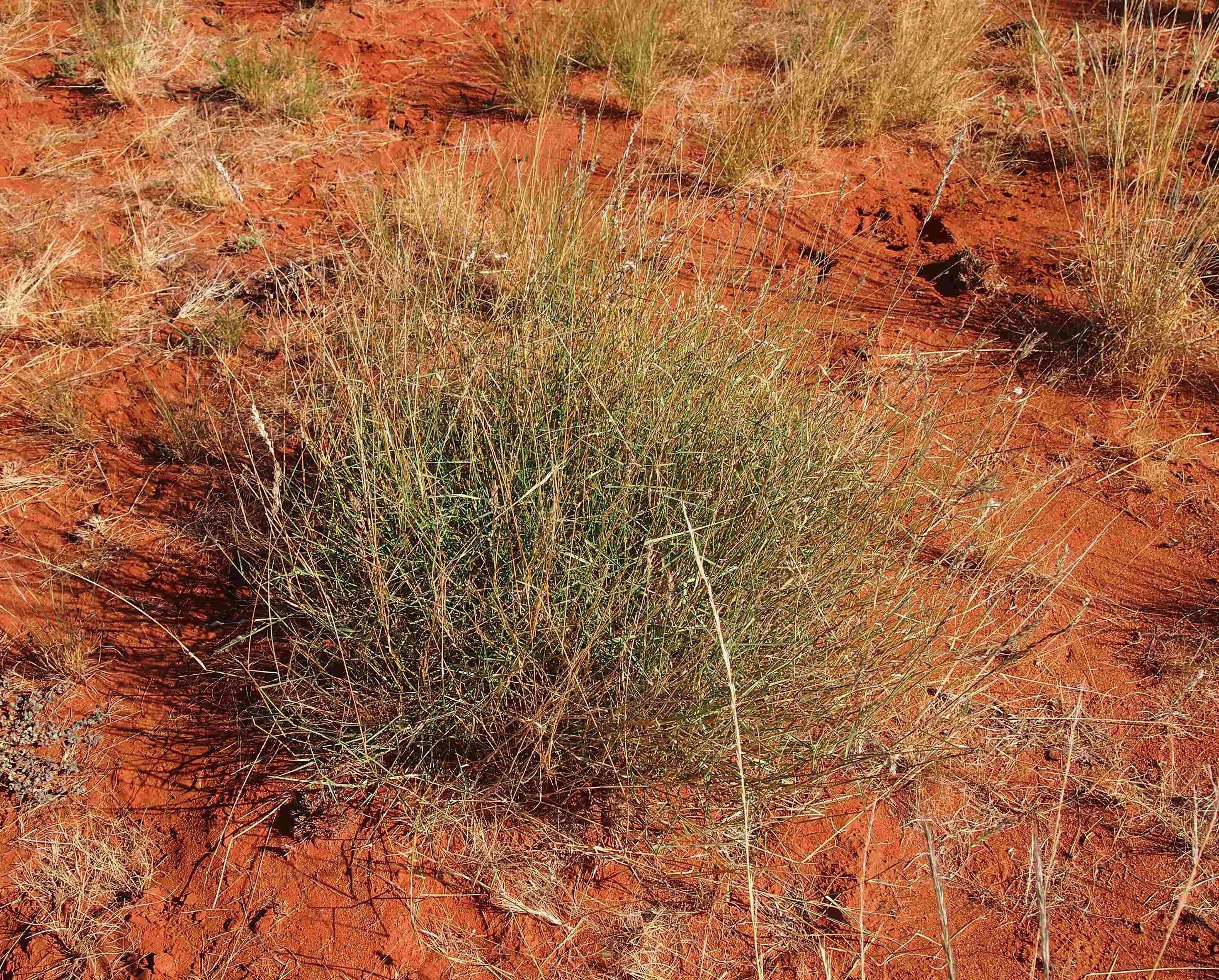
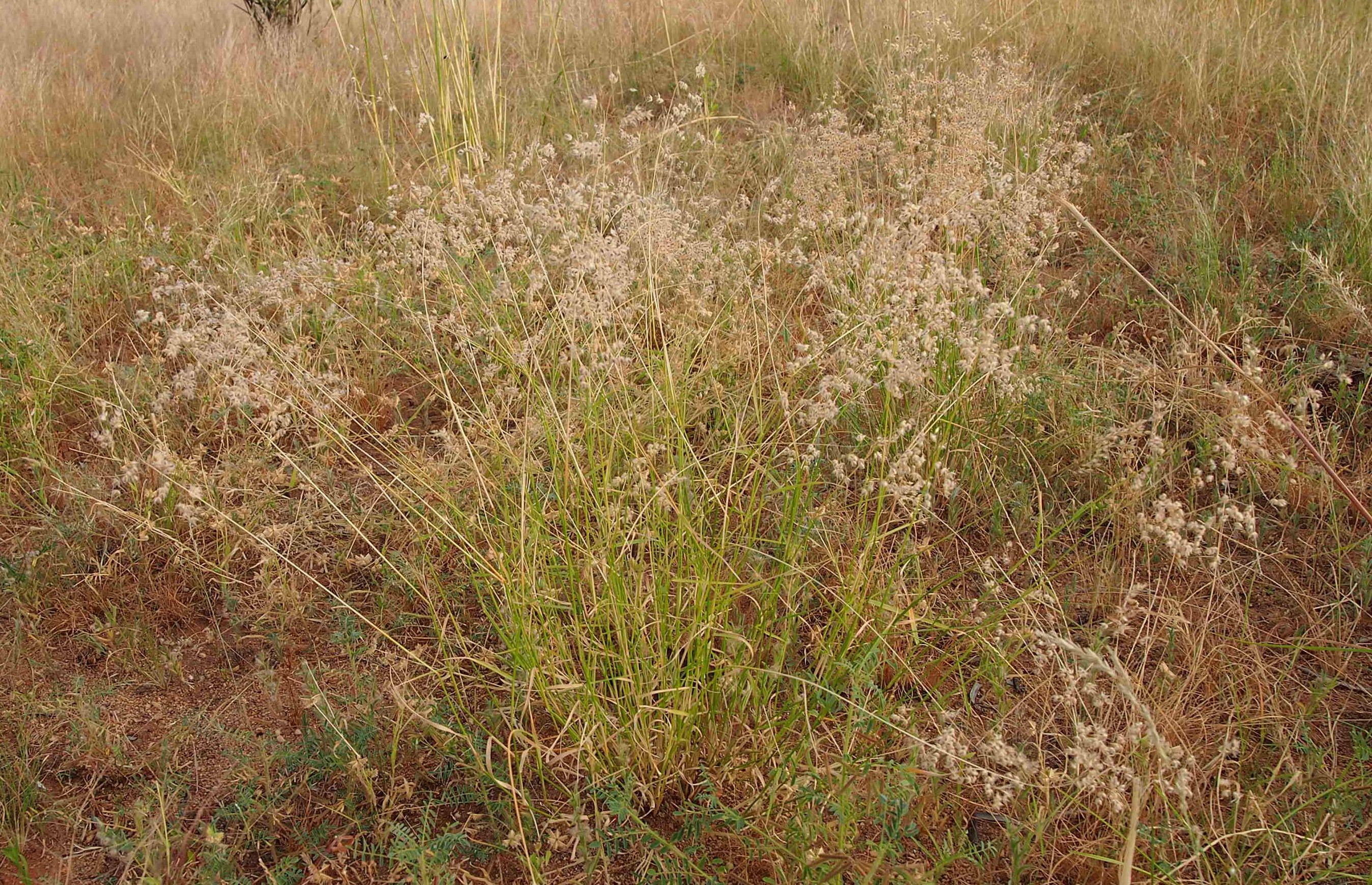
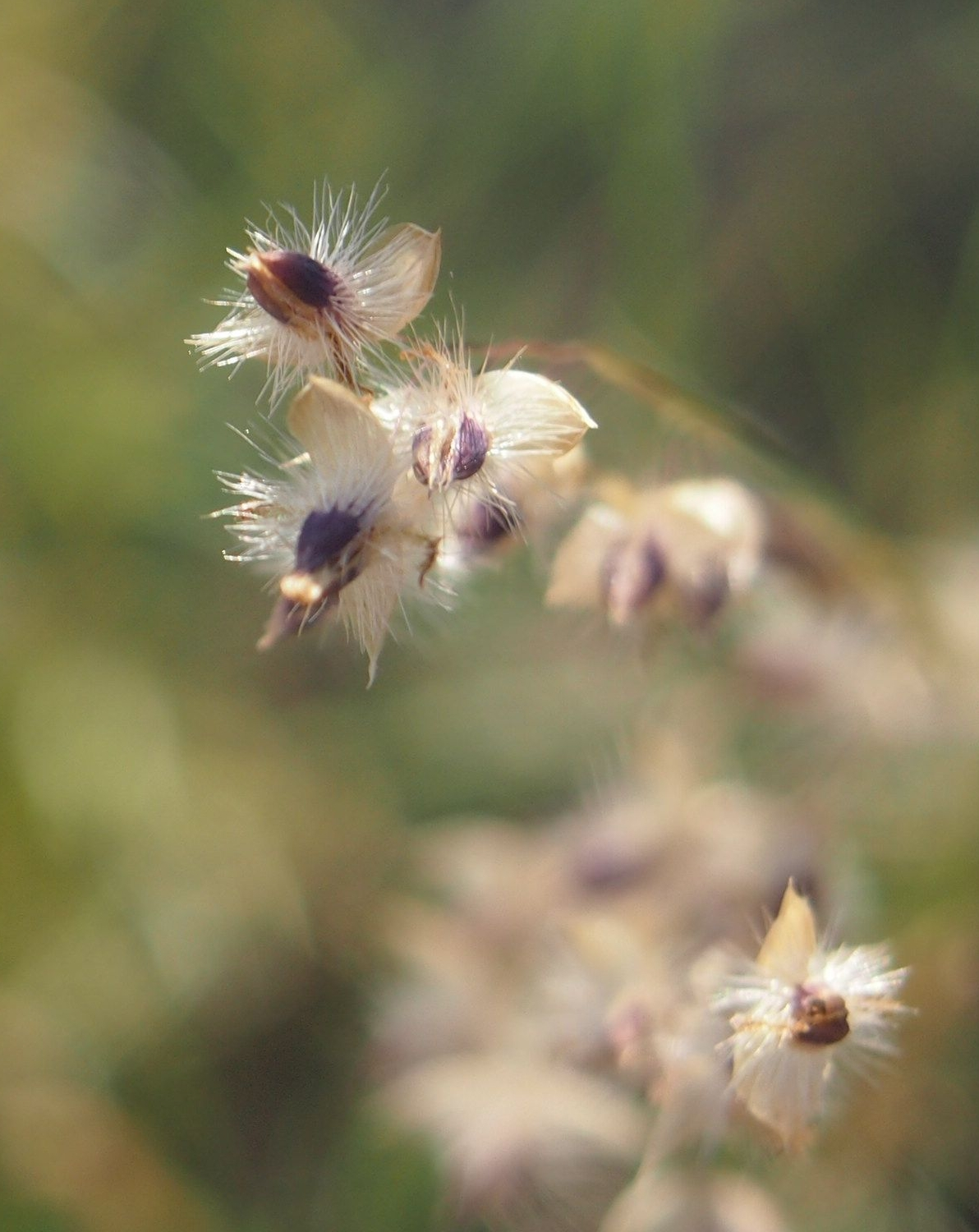
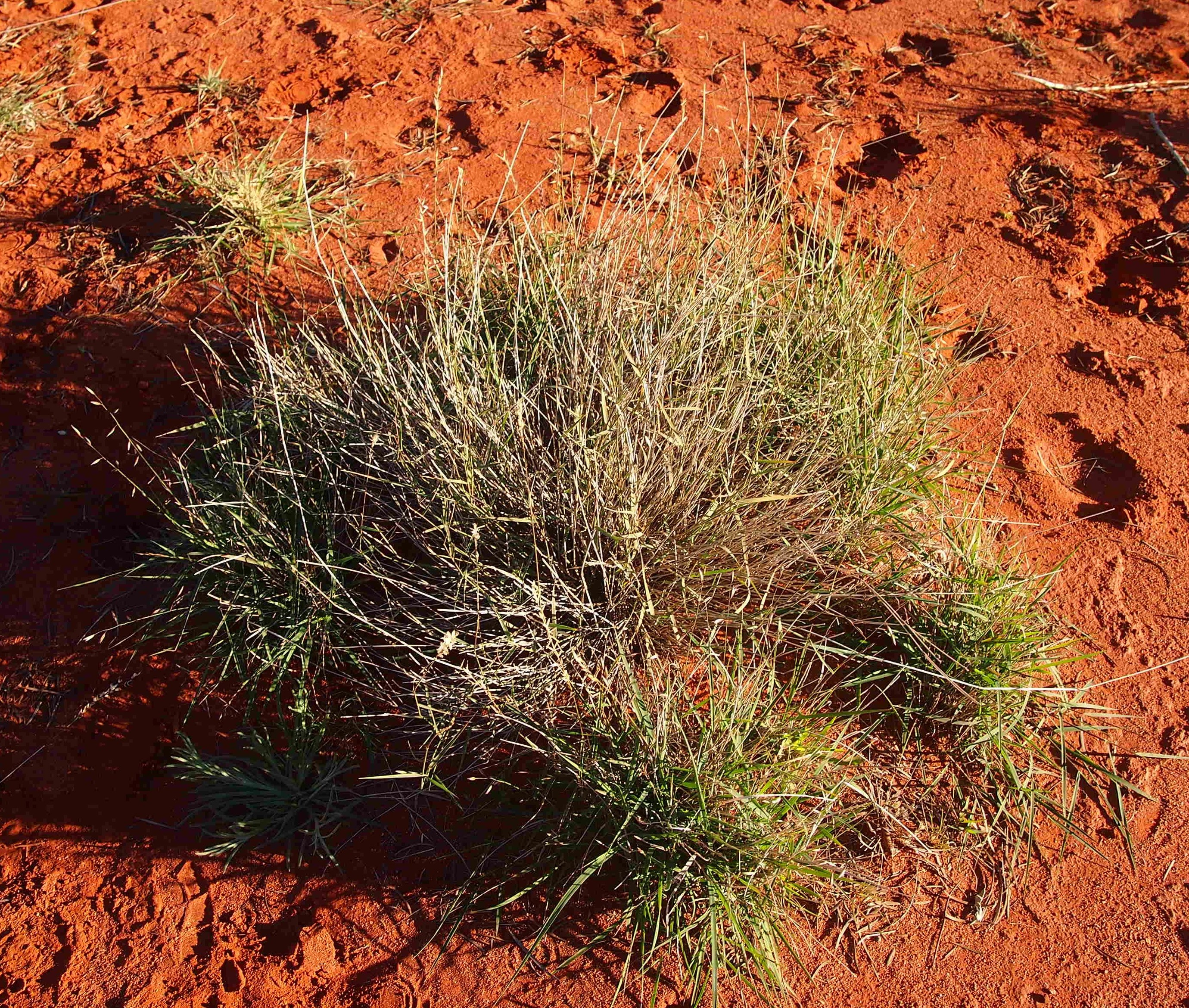
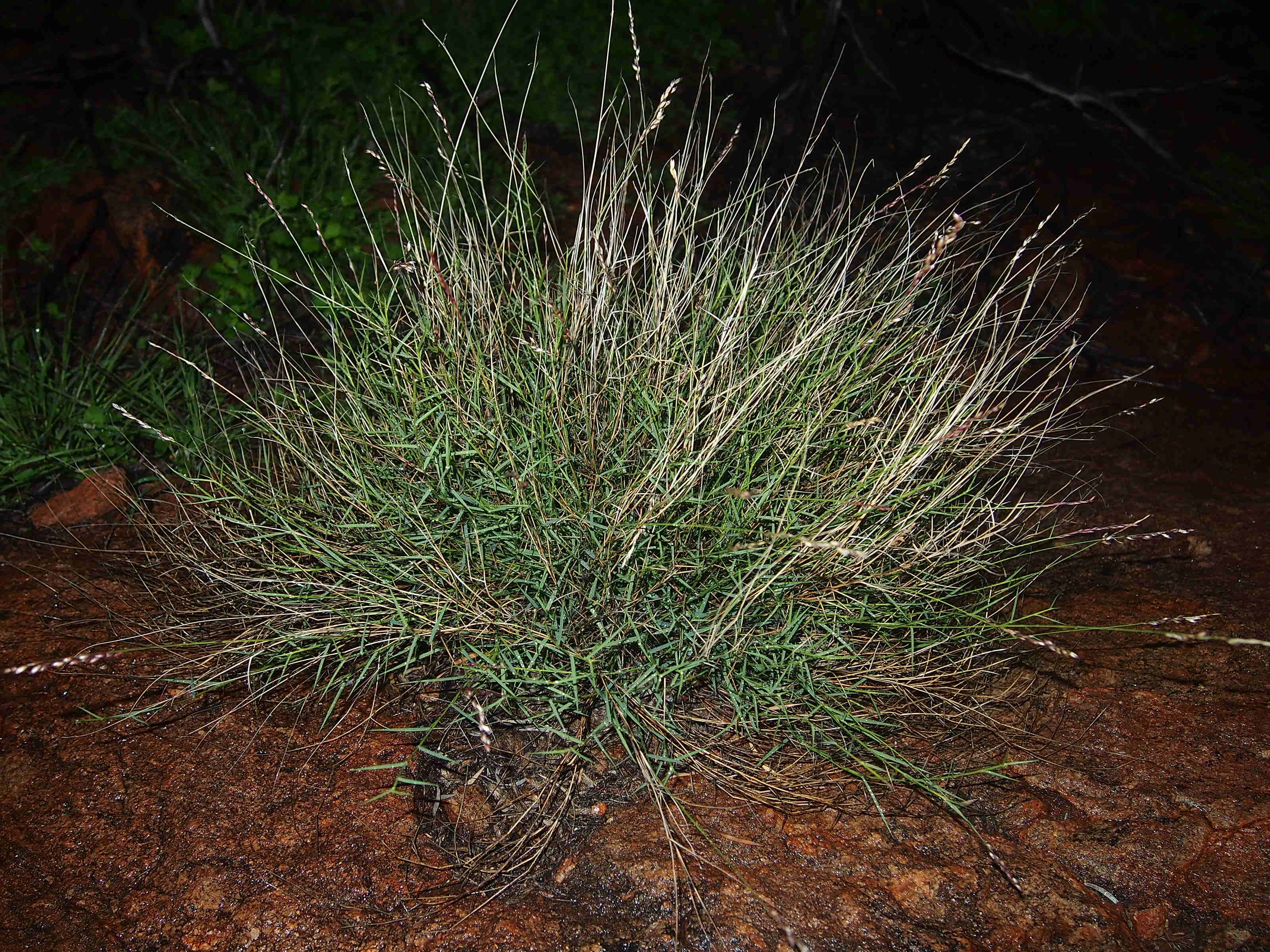

## Dottertaxa tillEriachne, i alfabetisk ordning[1]
- Eriachne agrostidea
- Eriachne aristidea
- Eriachne armitii
- Eriachne avenacea
- Eriachne axillaris
- Eriachne basalis
- Eriachne basedowii
- Eriachne benthamii
- Eriachne bleeseri
- Eriachne burkittii
- Eriachne capillaris
- Eriachne ciliata
- Eriachne compacta
- Eriachne fastigiata
- Eriachne festucacea
- Eriachne filiformis
- Eriachne flaccida
- Eriachne gardneri
- Eriachne glabrata
- Eriachne glandulosa
- Eriachne glauca
- Eriachne helmsii
- Eriachne humilis
- Eriachne imbricata
- Eriachne insularis
- Eriachne lanata
- Eriachne major
- Eriachne melicacea
- Eriachne minuta
- Eriachne mucronata
- Eriachne nervosa
- Eriachne nodosa
- Eriachne obtusa
- Eriachne ovata
- Eriachne pallescens
- Eriachne pauciflora
- Eriachne pulchella
- Eriachne rara
- Eriachne schultziana
- Eriachne scleranthoides
- Eriachne semiciliata
- Eriachne squarrosa
- Eriachne stipacea
- Eriachne sulcata
- Eriachne tenuiculmis
- Eriachne triodioides
- Eriachne triseta
- Eriachne vesiculosa